# Iglesia de Todos los Santos (Martock)
La Iglesia de Todos los Santos (en inglés: Church of All Saints) es un edífico religioso situado en la localidad inglesa de Martock en el condado de Somerset (Reino Unido) que data del siglo XIII y está catalogado como monumento clasificado de grado I.

## Historia
La iglesia fue adquirida por el tesorero de la catedral de Wells en 1227 y se convirtió en rector y patrón de la iglesia. Aunque residía en la cercana Casa del Tesorero.
La torre data de alrededor de 1505 y fue construida en cuatro etapas, con contrafuertes en las esquinas desplazados hasta toda la altura de la torre, para reemplazar al anterior sobre el crucero central. Al mismo tiempo, el resto de la iglesia también fue restaurada y ampliada. Lady Margaret Beaufort fue la encargada de financiar dicha ampliación.
En julio de 1645, la iglesia fue utilizada como alojamiento y dañada por las tropas de Oliver Cromwell después de una batalla en Bridgwater. Estas daños incluyeron la destrucción o saqueo de las estatuas de los santos de los nichos del triforio.
La iglesia fue restaurada, en época victoriana, por Benjamin Ferrey, quien fue arquitecto de la diócesis de Bath y Wells desde 1841 hasta su muerte, y también en 1883-1884 por Ewan Christian cuando se instaló un nuevo púlpito. El interior incluye un altar de estuco y un órgano que anteriormente estaba en la Catedral de Wells.
En 1919 se restauró y amuebló la Capilla de la Virgen, y se añadió una mampara a lo largo del arco del pasillo. En 1921, la mesa del altar jacobino, que durante mucho tiempo se había utilizado como mesa de sacristía, fue reparada y reemplazada como Altar Mayor. En 1923 se renovaron y repararon los cables de la torre y los pasillos.